# Lorenz Assignon
Lorenz Assignon (Grasse, 22 de junio de 2000) es un futbolista francés. Juega de defensa y su equipo es el VfB Stuttgart de la Bundesliga de Alemania.

## Trayectoria
Formado en las inferiores del Stade Rennes, fue promovido  al primer equipo en 2021. Ese año fue cedido al S. C. Bastia, y contibuyó con un gol en trece encuentros en la campaña donde el club ganó el Championnat National 2020-21.
Debutó en el Rennes el 26 de agosto de 2021 en la victoria por 3-1 sobre el Rosenborg por la Liga Europa Conferencia de la UEFA.
A mediados de la temporada 2023-24 fue cedido al Burnley F. C. de la Premier League. Al finalizar la campaña volvió a Rennes, donde jugó un año más antes de marcharse al VfB Stuttgart en junio de 2025.

## Estadísticas
Actualizado al último partido disputado el 17 de mayo de 2025.
| Club                       | Div.          | Temporada     | Liga  | Liga  | Copas nacionales | Copas nacionales | Copas internacionales | Copas internacionales | Total | Total |
| Club                       | Div.          | Temporada     | Part. | Goles | Part.            | Goles            | Part.                 | Goles                 | Part. | Goles |
| -------------------------- | ------------- | ------------- | ----- | ----- | ---------------- | ---------------- | --------------------- | --------------------- | ----- | ----- |
| S. C. Bastia Francia       | 3.ª           | 2020-21       | 13    | 1     | —                | —                | —                     | —                     | 13    | 1     |
| S. C. Bastia Francia       | Total club    | Total club    | 13    | 1     | 0                | 0                | 0                     | 0                     | 13    | 1     |
| Stade Rennes F. C. Francia | 1.ª           | 2021-22       | 20    | 0     | 2                | 0                | 4                     | 0                     | 26    | 0     |
| Stade Rennes F. C. Francia | 1.ª           | 2022-23       | 12    | 0     | 1                | 0                | 5                     | 1                     | 18    | 1     |
| Stade Rennes F. C. Francia | 1.ª           | 2023-24       | 14    | 1     | 1                | 0                | 5                     | 1                     | 20    | 2     |
| Burnley F. C. Inglaterra   | 1.ª           | 2023-24       | 15    | 1     | —                | —                | —                     | —                     | 15    | 1     |
| Burnley F. C. Inglaterra   | Total club    | Total club    | 15    | 1     | 0                | 0                | 0                     | 0                     | 15    | 1     |
| Stade Rennes F. C. Francia | 1.ª           | 2024-25       | 32    | 3     | 2                | 1                | —                     | —                     | 34    | 4     |
| Stade Rennes F. C. Francia | Total club    | Total club    | 78    | 4     | 6                | 1                | 14                    | 2                     | 98    | 7     |
| VfB Stuttgart · Alemania   | 1.ª           | 2025-26       | 0     | 0     | 0                | 0                | 0                     | 0                     | 0     | 0     |
| VfB Stuttgart · Alemania   | Total club    | Total club    | 0     | 0     | 0                | 0                | 0                     | 0                     | 0     | 0     |
| Total carrera              | Total carrera | Total carrera | 106   | 6     | 6                | 1                | 14                    | 2                     | 126   | 9     |

## Palmarés

### Títulos nacionales
| Título               | Club         | País    | Año     |
| -------------------- | ------------ | ------- | ------- |
| Championnat National | S. C. Bastia | Francia | 2020-21 |

## Vida personal
Es hijo del exfutbolista internacional togolés Komlan Assignon.